# Municipio de Prairie (condado de Hancock)
El municipio de Prairie (en inglés: Prairie Township) es un municipio ubicado en el condado de Hancock en el estado estadounidense de Illinois. En el año 2010 tenía una población de 380 habitantes y una densidad poblacional de 4,43 personas por km².

## Geografía
El municipio de Prairie se encuentra ubicado en las coordenadas 40°24′28″N 91°12′20″O / 40.40778, -91.20556. Según la Oficina del Censo de los Estados Unidos, el municipio tiene una superficie total de 85,78 km², de la cual 85,65 km² corresponden a tierra firme y (0,15 %) 0,13 km² es agua.

## Demografía
Según el censo de 2010, había 380 personas residiendo en el municipio de Prairie. La densidad de población era de 4,43 hab./km². De los 380 habitantes, el municipio de Prairie estaba compuesto por el 97,89 % blancos, el 0,26 % eran afroamericanos, el 1,05 % eran de otras razas y el 0,79 % eran de una mezcla de razas. Del total de la población el 0,53 % eran hispanos o latinos de cualquier raza.